# Andree Wiedener
Andree Wiedener (ur. 14 marca 1970 w Helmstedt) – niemiecki piłkarz. Występował na pozycji obrońcy.

## Kariera
Wiedener jako junior grał w klubach TSV Bahrdorf, SV Velpke oraz Werder Brema, do którego trafił w 1987 roku. W Bundeslidze zadebiutował 28 sierpnia 1993 w wygranym przez jego zespół 3-2 pojedynku z 1. FC Kaiserslautern. 19 września 1993 strzelił pierwsze gole w zawodowej karierze. Było to w meczu z Karlsruher SC, wygranym przez Werder 3-0. W tamtym spotkaniu Wiedener zdobył dwie bramki. W debiutanckim sezonie wywalczył z klubem Puchar Niemiec. W 1995 roku został z Werderem wicemistrzem Niemiec. Na kolejny większy sukces Wiedener czekał z klubem do 1999 roku, kiedy to po raz drugi w karierze, sięgnął po Puchar Niemiec. Łącznie w barwach Werderu rozegrał 164 spotkania i strzelił trzy gole.
W 2002 roku odszedł do drugoligowego Eintrachtu Frankfurt. Pierwszy występ zanotował tam 27 stycznia 2002 w zremisowanym 2-2 ligowym pojedynku z Waldhofem Mannheim. W 2003 roku zajął z klubem trzecie miejsce w lidze i awansował do ekstraklasy. Jednak na koniec sezonu w najwyższej klasie rozgrywkowej uplasowali się na szesnastej, spadkowej pozycji i powrócili do 2. Bundesligi. W 2005 roku ponownie wywalczyli awans do pierwszej ligi. W styczniu 2006 Wiedener postanowił zakończyć karierę. W rundzie wiosennej sezonu 2006/07 grał dla amatorskiego SC Dortelweil, a potem definitywnie zakończył karierę.